# ارنستو استاریتا
ارنستو استاریتا (انگلیسی: Ernesto Starita؛ زادهٔ ۳ مارس ۱۹۹۶) بازیکن فوتبال است.
از باشگاه‌هایی که در آن بازی کرده‌است می‌توان به باشگاه فوتبال پرو ورچلی اشاره کرد.